# José María Esteban
José María Esteban, född den 27 maj 1954 i Lérida, Spanien, är en spansk kanotist.
Han tog OS-silver i K-4 1000 meter i samband med de olympiska kanottävlingarna 1976 i Montréal.